# Forever Now (Ne-Yo)
Forever Now è un singolo del cantante statunitense Ne-Yo, pubblicato nel 2012 ed estratto dall'album R.E.D.
Ne-Yo si è esibito con il brano il 25 novembre del 2012 all'X-Factor tedesco. Il video musicale fu diretto nell'ottobre del 2012, e pubblicato il 30 novembre dello stesso anno.

## Tracce
1. Forever Now – 3:41

## Classifiche
| Classifica (2012–13)                 | Posizione massima |
| ------------------------------------ | ----------------- |
| Australia (ARIA)                     | 51                |
| Austria (Ö3 Austria Top 40)          | 73                |
| Belgium (Ultratip Flanders)          | 19                |
| Belgium (Ultratip Wallonia)          | 4                 |
| France (SNEP)                        | 140               |
| Germany (Offizielle Deutsche Charts) | 64                |
| Slovakia (ČNS IFPI)                  | 46                |
| UK Singles (Official Charts Company) | 31                |
| Stati Uniti                          | 107               |
| US Pop Songs (Billboard)             | 35                |